# Pleistodontes deuterus
Pleistodontes deuterus är en stekelart som beskrevs av Lopez-vaamonde, Dixon och Cook 2002. Pleistodontes deuterus ingår i släktet Pleistodontes och familjen fikonsteklar. Inga underarter finns listade i Catalogue of Life.